# Front populaire panrusse
Pour les articles homonymes, voir ONF.
Le Front populaire panrusse (en russe : Общероссийский народный фронт, Obchtcherossiski narodni front), abrégé ONF, est un mouvement mis en place en 2011 par Vladimir Poutine, alors Premier ministre russe, dans le but de fournir « de nouvelles idées, de nouvelles suggestions et de nouveaux visages » au parti au pouvoir Russie unie. Ce front est censé être une coalition entre le parti au pouvoir et de nombreuses organisations non gouvernementales. Le 12 juin 2013, Poutine prend la tête de cette coalition.

## Histoire

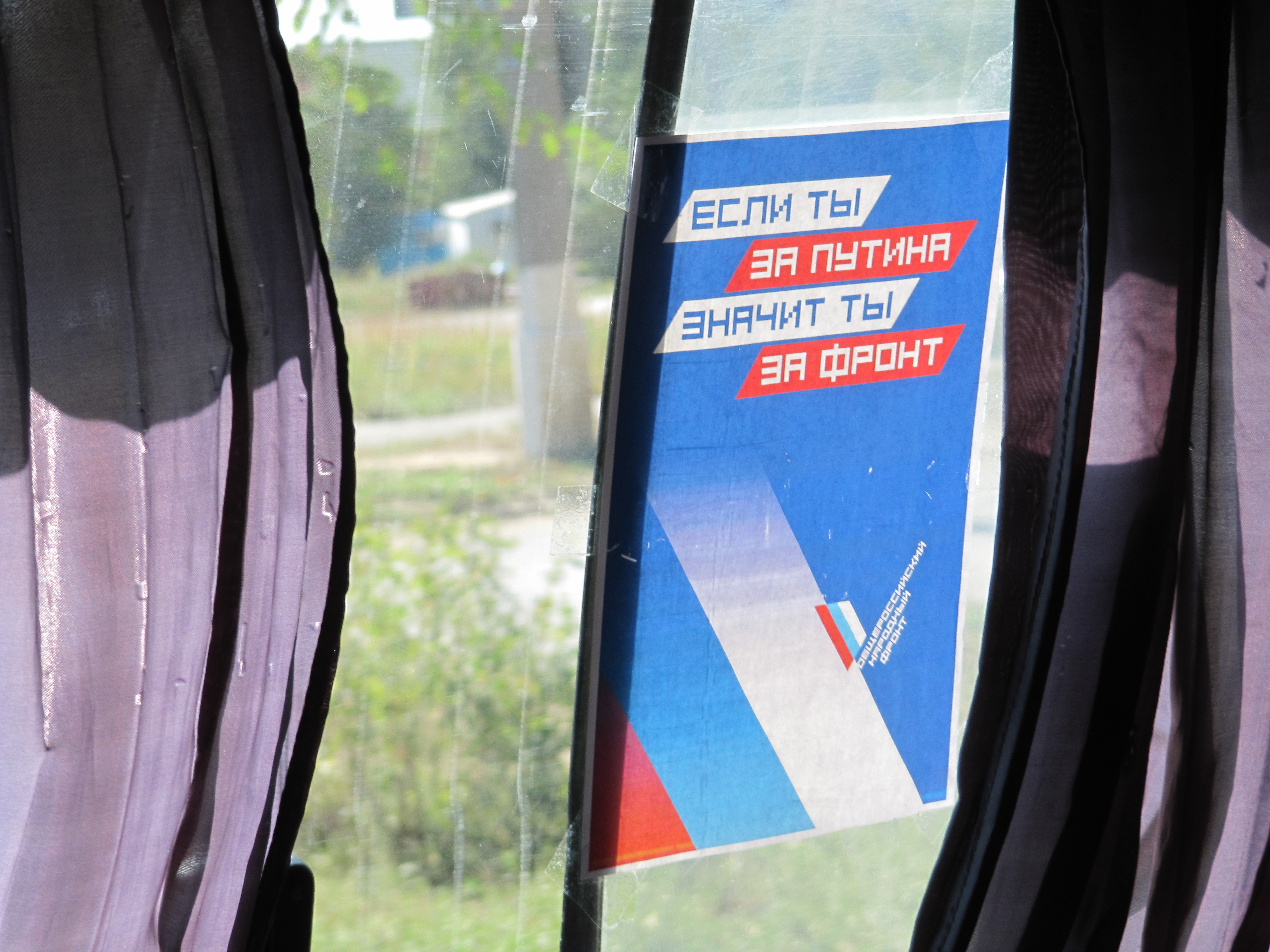
Affiche du Front populaire panrusse dans un Marchroutka

Lors d'un meeting du parti Russie unie, le 6 mai 2011, Vladimir Poutine appelle à la création d'un « large front populaire [rassemblant] les forces politiques avec les mêmes sensibilités politiques » en vue des prochaines élections législatives.
En avril 2011, Poutine confirme que les activités du Front continueraient après la période électorale. En mai 2011, des centaines d'entreprises mettent à disposition leur main-d'œuvre à l'ONF.
Le 12 juin 2013, le mouvement réunit son congrès constitutif pour élire Poutine chef de file de la coalition. Lors de ce congrès sont également élus au Comité central le réalisateur Stanislav Govoroukhine, Delovaya Rossiya, Alexandre Galouchka (en) et la députée siégeant à la Douma Olga Timofeïeva (ru).
Selon sa charte, les objectifs du Front sont « la promotion de l'unité et de la solidarité au nom de la réussite historique de la Russie » ; le développement du pays en tant qu'État libre, fort et souverain avec une économie forte ; une croissance économique rapide.
Le 4 décembre 2013, une conférence est organisée dans le but de présenter d'éventuelles réformes économiques, culturelles, du système de sécurité sociale, de l'éducation et des services publics,.

## Membres
- Fédération des syndicats indépendants de Russie
- Patriotes de Russie (dissout en 2021)
- Parti socialiste progressiste d'Ukraine (dissout en 2022)[7]
- Russie unie
- Rodina
- Parti écologiste russe « Les Verts »
- Jeune garde de Russie unie
- Parti agrarien de Russie (dissout en 2019)
- Nous sommes ensemble avec la Russie

## Analyse
En 2013, le journaliste Steve Rosenberg de la BBC estime que l'ONF pourrait à terme remplacer Russie unie et qu'il s'agit peut-être de la principale raison de la création de cette coalition,.